# Billardia subrufa
Billardia subrufa är en nässeldjursart som först beskrevs av Jäderholm 1904.  Billardia subrufa ingår i släktet Billardia och familjen Lafoeidae. Inga underarter finns listade i Catalogue of Life.